# Эвгейссона
Эвгейссона (лат. Eugeissona; от др.-греч. εὖ — хорошо и γεῖσσον — карниз) — род растений семейства Пальмовые (Arecaceae), распространённый на полуострове Малакка и острове Калимантан.

## Ботаническое описание
Кустарниковидные или древовидные пальмы. Стебель подземный или на ходульных корнях до 3 м над землей; кора очень твердая, сердцевина мягкая с обильным отложением крахмала (саго) перед цветением. Листья перистые, колючие, дуговидно изгибающиеся.
Соцветия верхушечные, разветвлённые, с короткими боковыми ветвями. Цветки крупные, собраны парами (обоеполый и тычиночный) на концах веточек, покрыты 7—11 черепитчато расположенными прицветниками. Чашелистики сросшиеся в трёхлопастную трубку. Лепестки узкие, остроконечные, деревянистые, до 10 см длиной. Тычинок 21—70. Завязь с 3 семязачатками (только один фертильный). Плоды крупные, яйцевидные, с клювообразным отростком, покрыты мелкими чешуями, сухие, односемянные, межплодник волокнистый; внутриплодник толстый, деревянистый; с 6 или 12 внутренними продольными крыльями, внедряющимися в эндосперм семени.

## Виды
Род включает 6 видов:
- Eugeissona ambigua Becc.
- Eugeissona brachystachys Ridl.
- Eugeissona insignis Becc.
- Eugeissona minor Becc.
- Eugeissona tristis Griff. typus[1]
- Eugeissona utilis Becc. — Эвгейссона полезная